# Jaguar XJ (X308)
La Jaguar XJ (nome in codice X308) è un'autovettura prodotta dalla casa automobilistica britannica Jaguar dal 1997 al 2002, sesta generazione della serie XJ. 
Si trattava della terza e ultima evoluzione della piattaforma Jaguar XJ40, introdotta nel 1986. Fu preceduta dalla Jaguar XJ (X300).

## Descrizione

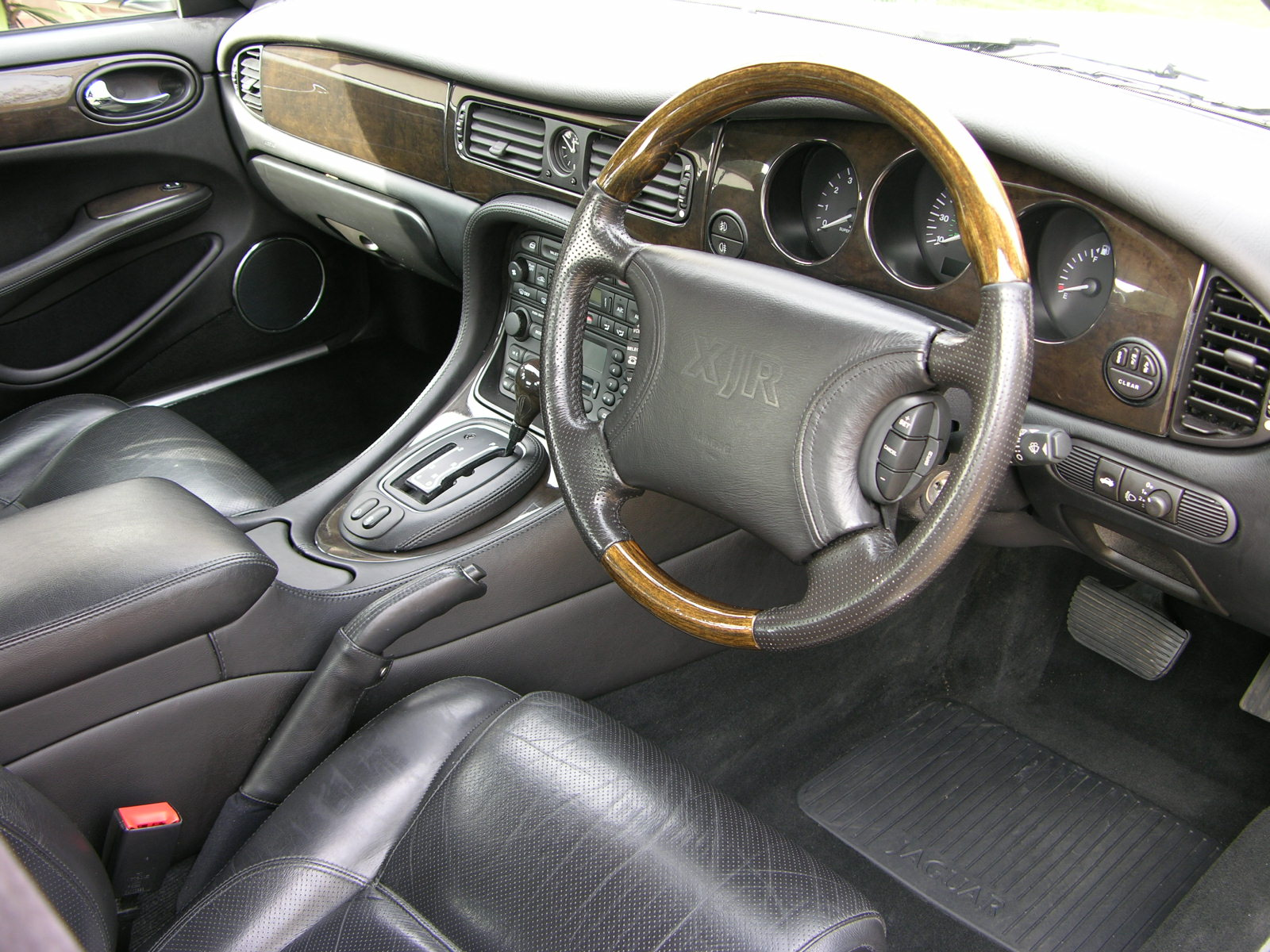
Interni di una XJ

La X308 mantiene gran parte delle proporzioni esterne e caratteristiche stilistiche della precedente generazione, la Jaguar XJ (X300), con il cofano arrotondato a quattro fari, la linea del tetto bassa, la coda lunga e i gruppi ottici posteriori avvolgenti. 
Anteriormente le due generazioni si differenziano per la forma degli indicatori di direzione (rettangolari sull'X300, ovali sull'X308), ma anche per la forma dei fendinebbia e della presa d'aria inferiore, entrambe più arrotondate sull'X308.
Entrambi i paraurti anteriore e posteriore sono stati modificati insieme alle luci posteriori che sulla X308 hanno lenti rosse/trasparenti anziché rosse/grigie. I fari anteriori integrano anche le luci di posizione. 
Il cambiamento maggiore agli interni dell'X308 ha interessato il cruscotto, con un quadro strumenti a tre quadranti incassati, simili nello stile alla Jaguar XK8. Anche i rivestimenti delle portiere e il design della consolle centrale sono stati rivisti. 

## Motori e versione
Alla base della nuova gamma si poneva la XJ8 3.2 (3.249 cm³, 237 CV), mentre in vetta c'era la versione più sportiva 4.0 Supercharged, commercializzata con il nome di XJR, come tributo ai numerosi modelli da competizione. Esso montava un compressore volumetrico (3.996 cm³, 363 CV). In mezzo si collocava la 4.0 aspirata (3.996 cm³, 284 CV). Come sempre gli allestimenti erano Standard (solo per la 3.2), Sport (3.2 e 4.0 in USA Executive) e Sovereign (3.2 e 4.0  anche in versione LWB a passo allungato) e XJR  (4.0 Supercharged).
Di quest'ultima fu realizzata la consueta versione a marchio Daimler, esclusivamente a passo allungato: la Eight con motore da 4 litri e successivamente la Super V8 con un propulsore da 4 litri con compressore volumetrico. Jaguar offriva solo il nuovo motore V8, denominato AJ-V8. Era disponibile nelle cilindrate di 3.2 e 4.0, sebbene in certi mercati (come quello americano) venisse proposto solo il 4.0 insieme alla versione 4.0 sovra alimentata.
Il cambio manuale non è stato mai offerto, mentre il differenziale autobloccante era disponibile solo su alcuni modelli (tipicamente le versioni Super Charghed). Sulle versioni Sovereign e XJR era possibile ordinare le sospensioni attiva a controllo elettronico denominate CATS (Computer Active Technology Suspension).

### XJ8

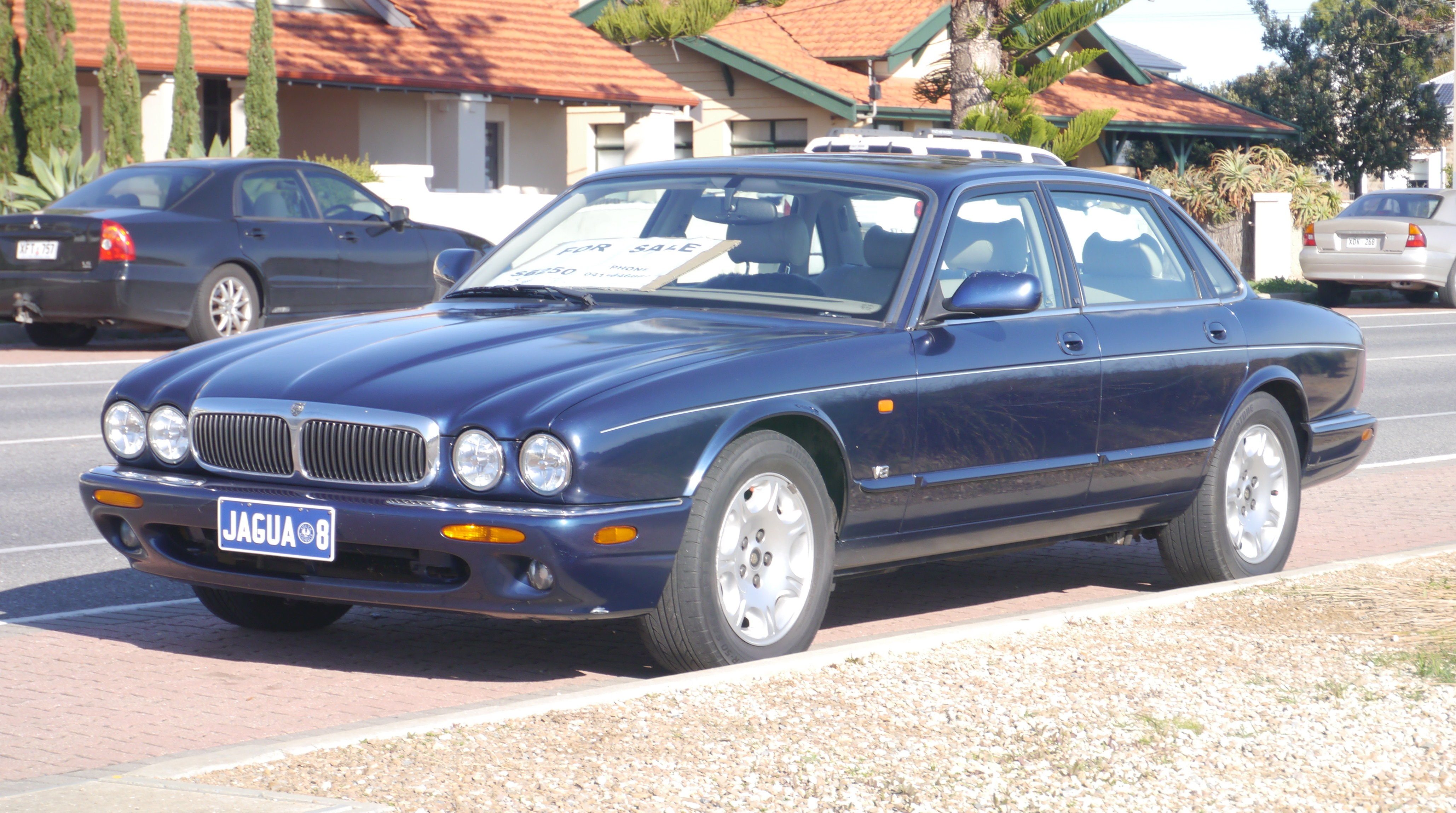
XJ8

La XJ8 base veniva fornita di serie con un equipaggiamento più completo di quello delle vecchie XJ entry-level, che includono rivestimenti in pelle, cerchi in lega e aria condizionata. Gli specchietti retrovisori esterni e le maniglie delle porte sono in tinta con la carrozzeria. La griglia del radiatore, le cornici del parabrezza e del lunotto, lo spoiler del cofano del bagagliaio e le finiture sono cromati, mentre i telai dei finestrini sono rimasti di colore nero opaco. Le finiture interne in legno sono in noce. Per il mercato britannico nel settembre 2000, Jaguar ha rinnovato la gamma contrassegnando il modello XJ8 come XJ Executive e dotandolo di serie di tergicristalli con azionamento automatico e rilevamento della pioggia, lettore CD, cruise control e sensori di parcheggio posteriori.

### Sport
Il modello Sport è equipaggiato solo con il motore aspirato da 3,2 litri, ad eccezione dell'Australia e degli Stati Uniti con il V8 aspirato da 4,0 litri. Questo allestimento si differenzia per avere sospensioni più rigide, sedili più sportivi, ruote più larghe e più grandi rispetto alla XJ8. Il parabrezza e le cornici del lunotto sono verniciate di nero opaco per il mercato europeo; per il mercato statunitense mantiene le cornici cromate. La griglia del radiatore ha lamelle verticali in grigio metallizzato. Invece della cornice cromata sulla griglia del radiatore, la Sport utilizza una cornice in tinta con la carrozzeria.

### Sovereign

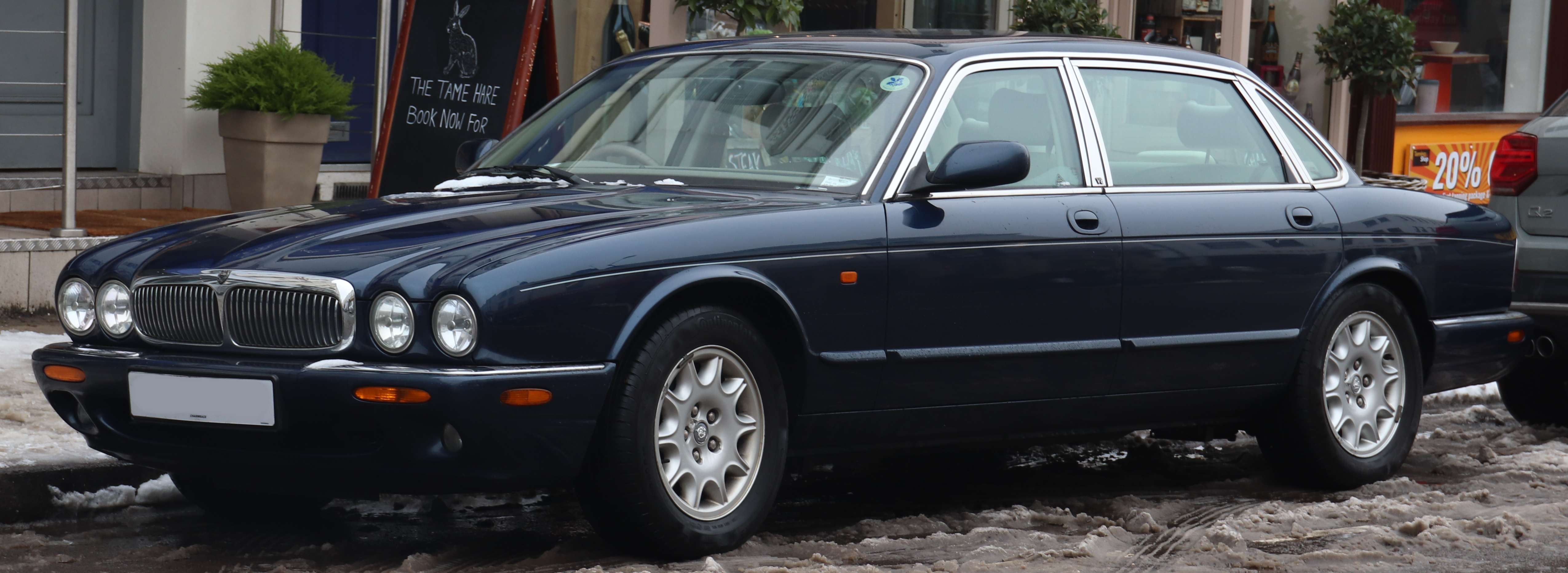
XJ Sovereign V8

La Sovereign rappresentava la versione di lusso dei modelli Jaguar. Le Sovereign presentano rifiniture in legno più elaborate in radica di noce altamente lavorata. Anche la pelle è di qualità superiore. La configurazione delle sospensioni è orientata più al comfort e le ruote sono più piccole da 16 o 17 pollici per montare pneumatici con spalla più alta. Esternamente, la Sovereign si distingue per l'uso di finiture in acciaio/cromo lucidato attorno ai finestrini e ai gruppi ottici posteriori, nonché per la griglia del radiatore e la finitura del bagagliaio. Nel 1998 Jaguar ha introdotto una versione a passo lungo della Sovereign, con l'auto che è circa 4 pollici più lunga, con le portiere posteriori più lunghe di quelle anteriori e un profilo del tetto posteriore più alto per fornire ulteriore spazio per la testa dei passeggeri posteriori. 

### XJR

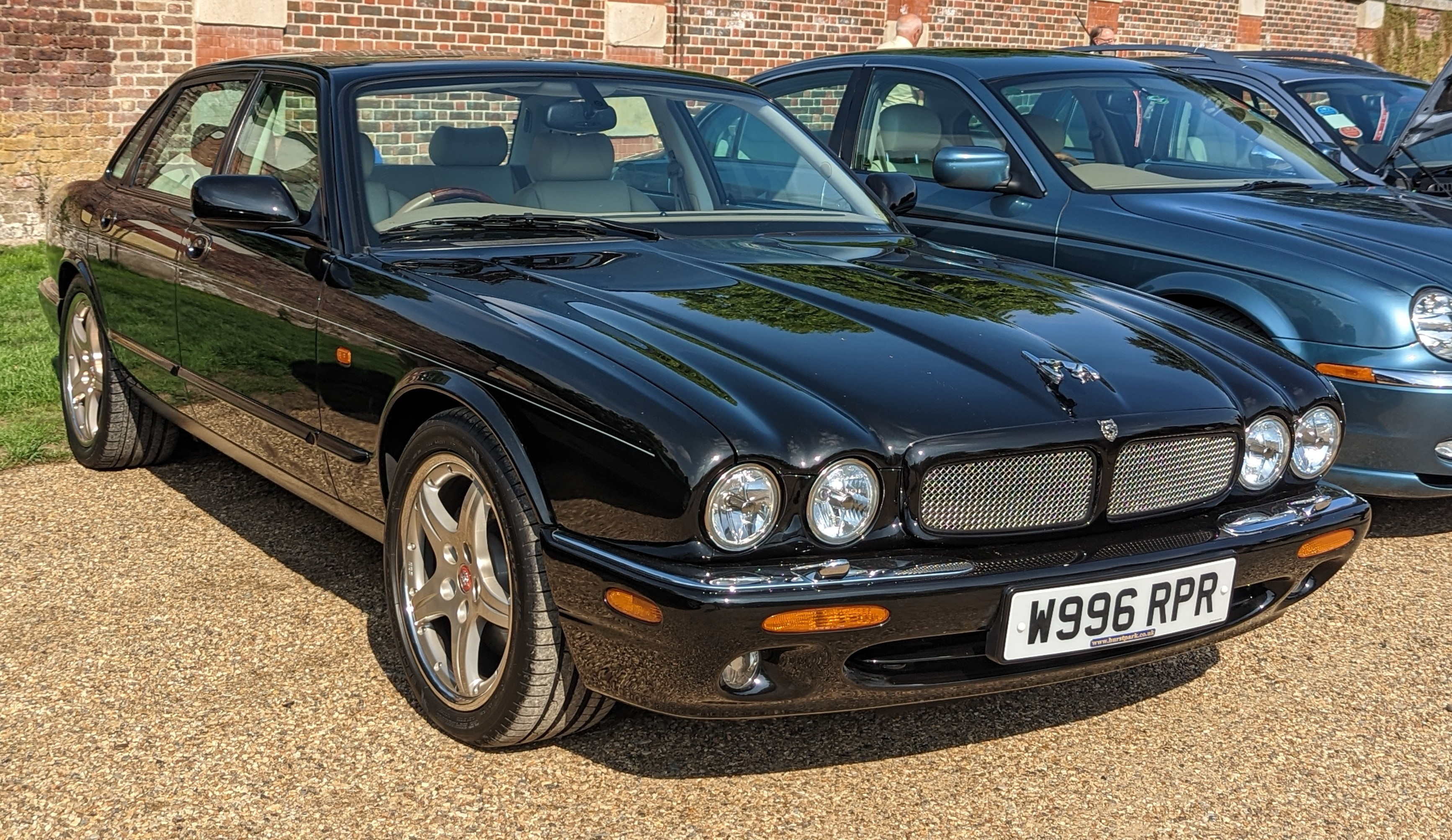
XJR V8

La XJR è alimentata dalla versione sovralimentata con compressore volumetrico del V8 da 4,0 litri. È inoltre dotata di sospensioni sportive, ruote e pneumatici più larghi e finiture esterne dei finestrini in nero opaco, tranne che per gli esemplari destinati agli Stati Uniti, dove la XJR è stata dotata di telai dei finestrini cromati. La versione XJR Sport ha una cornice della griglia del radiatore in tinta con la carrozzeria e scarichi più grandi. Sugli ultimi modelli della XJR è stato reso disponibile un pacchetto sportivo denominato R1. Ciò include ruote BBS da 18 pollici, freni Brembo più grandi con dischi forati e sospensioni irrigidite. La XJR era in grado di scattare da 0 a 97 km/h in 5,6 secondi, con una velocità massima limitata elettronicamente di 249 km/h. Nel 2001, per commemorare il centenario della nascita di William Lyons, Jaguar ha prodotto cinquecento esemplari di un modello in edizione speciale denominato XJR 100. Disponibile solo nel colore esterno antracite con rivestimento in pelle antracite, l'interno è rifinito con cuciture in rosso a contrasto. È dotata di volante sportivo rivestito in pelle e pomello del cambio MOMO. La XJR 100 utilizza i freni Brembo che si trovano sulla XJR equipaggiata con R1 e ruote da 19 pollici prodotte da BBS.

### SE
Prodotto solo nel 2002, il modello SE (Special Equipment) è dotato di un equipaggiamenti più completo rispetto al modello base originale, dotate di serie di sensori di parcheggio in retromarcia.

## Riepilogo caratteristiche tecniche
| Cilindrata         | Potenza                 | Coppia              | Trasmissione                   |
| ------------------ | ----------------------- | ------------------- | ------------------------------ |
| 3.2 L              | 240 CV (179 kW; 243 PS) | 233 lb⋅ft (316 N⋅m) | ZF 5HP24                       |
| 4.0 L              | 290 CV (216 kW; 294 PS) | 290 lb⋅ft (393 N⋅m) | ZF 5HP24                       |
| 4.0 L supercharged | 370 CV (276 kW; 375 PS) | 387 lb⋅ft (525 N⋅m) | Mercedes-Benz 5G-Tronic W5A580 |

## Versioni speciali

### Daimler/Vanden Plas
Il marchio Daimler top di gamma, venduto come modello Vanden Plas in alcuni mercati come gli Stati Uniti, presenta sospensioni più morbide e tutte le caratteristiche di lusso disponibili. Sono esteticamente differenziati dalla tradizionale cornice della griglia del radiatore scanalata (fluted) Daimler e dallo zoccolo scanalato del cofano del bagagliaio.
Le vetture Daimler e Vanden Plas erano disponibili anche con il motore sovralimentato che altrimenti si trovava solo nella XJR. Questo modello è stato chiamato Daimler Super V8. Nel mercato statunitense questa combinazione era disponibile solo come ordine speciale nel 2001, con queste auto identificabili dal loro stemma posteriore Vanden Plas Supercharged. Per i modelli statunitensi 2002 e 2003, è stato quindi offerto il modello Super V8 equivalente. Queste varianti sovralimentate a passo lungo erano anche dotate di sospensioni adattive proprietarie Jaguar del sistema CATS. 
La configurazione Sport dell'applicazione XJR è sostituita da una configurazione Touring, esclusiva per le varianti sovralimentate Daimler e Vanden Plas, che offre un comfort di marcia più morbido e più conforme alla classe di una Daimler.